# Ozero Mujsa
Ozero Mujsa (ryska: Озеро Муйса) är en sjö i Belarus.   Den ligger i voblasten Vitsebsks voblast, i den norra delen av landet, 200 km norr om huvudstaden Minsk. Ozero Mujsa ligger 139 meter över havet. Arean är 1,4 kvadratkilometer. Den sträcker sig 1,3 kilometer i nord-sydlig riktning, och 1,7 kilometer i öst-västlig riktning.
Omgivningarna runt Ozero Mujsa är en mosaik av jordbruksmark och naturlig växtlighet. Runt Ozero Mujsa är det glesbefolkat, med 16 invånare per kvadratkilometer.